# Chatuzange-le-Goubet
Chatuzange-le-Goubet är en kommun i departementet Drôme i regionen Auvergne-Rhône-Alpes i sydöstra Frankrike. Kommunen ligger i kantonen Bourg-de-Péage som tillhör arrondissementet Valence. År 2022 hade Chatuzange-le-Goubet 6 375 invånare.

## Befolkningsutveckling
Antalet invånare i kommunen Chatuzange-le-Goubet
Referens:INSEE